# Styraxodesmus juliogarciai
Styraxodesmus juliogarciai är en mångfotingart som beskrevs av Velez 1967. Styraxodesmus juliogarciai ingår i släktet Styraxodesmus och familjen fingerdubbelfotingar. Inga underarter finns listade i Catalogue of Life.